# Desa Tanggeran (administrativ by i Indonesien, lat -7,55, long 109,32)
Desa Tanggeran är en administrativ by i Indonesien.   Den ligger i provinsen Jawa Tengah, i den västra delen av landet, 300 km sydost om huvudstaden Jakarta.